# Bnkr44
bnkr44 ist eine italienische Popband.

## Bandgeschichte
Die Gruppe aus Empoli versteht sich als Künstlerkollektiv. Sie besteht aus den Musikern Erin, Piccolo, Caph, Fares, Jxn und Faster sowie dem Manager Ghera und entstand 2019 im Kulturzentrum BNKR (Stilisierung von „Bunker“). Die einzelnen Mitglieder bringen unterschiedliche Stile ein, von Rock bis Hip-Hop. Zunächst veröffentlichte die Gruppe Musik auf SoundCloud und trat in der Umgebung von Empoli auf, bis sie vom unabhängigen Label Bomba Dischi unter Vertrag genommen wurde. Bei diesem erschien 2020 das Debütalbum 44.Deluxe, eine Sammlung der bisher veröffentlichten Musik.
Das zweite Album der Gruppe erschien 2021 unter dem Titel Farsi male a noi va bene. Es war zuvor bereits in drei EPs veröffentlicht worden. Das Album und seine Neuauflage 2022 enthielten Duette mit Ariete und Tredici Pietro. 2022 steuerte die Gruppe auch Gastbeiträge zu Alben von Night Skinny und Sick Luke bei. Beim Sanremo-Festival 2023 trat sie als Duettpartner des Teilnehmers Sethu in Erscheinung. Im Mai 2023 veröffentlichte die Gruppe ihr drittes Album Fuoristrada. Ende des Jahres nahm sie am Wettbewerb Sanremo Giovani teil. Dort qualifizierte sich die Gruppe für das Sanremo-Festival 2024.

## Diskografie

### Alben
| Jahr | Titel Musiklabel                                  | Höchstplatzierung, Gesamtwochen, AuszeichnungChartsChartplatzierungen (Jahr, Titel, Musiklabel, Platzierungen, Wochen, Auszeichnungen, Anmerkungen) | Anmerkungen                                                |
| Jahr | Titel Musiklabel                                  | IT | Anmerkungen                                                |
| ---- | ------------------------------------------------- | --- | ---------------------------------------------------------- |
| 2020 | 44.Deluxe Bomba Dischi                            | — |                                                            |
| 2021 | Farsi male a noi va bene Bomba Dischi / Universal | IT34 (1 Wo.)IT | Erstveröffentlichung: 25. November 2021 Charteinstieg 2022 |
| 2023 | Fuoristrada Bomba Dischi / Universal              | IT48 (1 Wo.)IT | Erstveröffentlichung: 27. April 2023                       |
| 2025 | Tocca il cielo Bomba Dischi / Universal           | IT14 (2 Wo.)IT | Erstveröffentlichung: 3. April 2025                        |

### Singles (Auswahl)
| Jahr | Titel Album                  | Höchstplatzierung, Gesamtwochen, AuszeichnungChartsChartplatzierungen (Jahr, Titel, Album, Platzierungen, Wochen, Auszeichnungen, Anmerkungen) | Anmerkungen                                                                                |
| Jahr | Titel Album                  | IT | Anmerkungen                                                                                |
| --- | ---------------------------- | --- | ------------------------------------------------------------------------------------------ |
| 2024 | Governo punk Tocca il cielo  | IT20 Gold · (10 Wo.)IT | Erstveröffentlichung: 7. Februar 2024 Verkäufe: + 50.000 Beitrag zum Sanremo-Festival 2024 |
| 2024 | Ma che idea Tocca il cielo   | IT21 Platin · (31 Wo.)IT | Erstveröffentlichung: 10. Februar 2024 Verkäufe: + 100.000; feat. Pino D’Angiò             |
| Folgende Lieder erschienen nicht als Single, wurden aber durch das Album zum Download und Streaming bereitgestellt und konnten somit eine Platzierung erlangen: |                              | |                                                                                            |
| |                              | |                                                                                            |
| 2022 | Diavolo Botox                | IT6 Gold · (6 Wo.)IT | Night Skinny, Ghali & Rkomi feat. Tedua & bnkr44 Verkäufe: + 50.000                        |
| 2022 | Così non va Botox            | IT60 (1 Wo.)IT | Night Skinny & Rkomi feat. Madame, bnkr44, Gaia & Elisa                                    |
| 2023 | La verità La Divina Commedia | IT22 Gold · (3 Wo.)IT | Tedua feat. bnkr44 Verkäufe: + 50.000                                                      |
| 2024 | Estate 80 44.Summer          | IT72 Gold · (13 Wo.)IT | Verkäufe: + 50.000                                                                         |

## Belege
1. ↑  Marta Blumi Tripodi: Bnkr44, la rivoluzione pop viene dalla provincia. In: Rolling Stone Italia. 27. November 2021, abgerufen am 16. Dezember 2023 (italienisch).
2. ↑  bnkr44: biografia, discografia e contatti ufficiali. Boh Magazine, abgerufen am 16. Dezember 2023 (italienisch).
3. ↑  bnkr44. Rai, abgerufen am 16. Dezember 2023 (italienisch).
4. ↑  Alben von bnkr44. In: italiancharts.com. Hung Medien, abgerufen am 17. Dezember 2023.
5. ↑  Archivio classifiche Top Singoli. FIMI, abgerufen am 7. November 2024 (italienisch).
6. 1 2 3 4 5  Certificazioni. FIMI, abgerufen am 7. November 2024 (italienisch).